# WinCC
SIMATIC WinCC – system nadrzędnego sterowania i akwizycji danych SCADA oraz interfejs operatorski HMI, produkowany przez firmę Siemens. System pozwala na tworzenie aplikacji służących do monitorowania i sterowania fizycznymi procesami przemysłowymi i infrastrukturalnymi obejmującymi proste, złożone jak i rozproszone struktury konfiguracji.  SIMATIC WinCC może być wykorzystywany w ramach systemów DCS SIMATIC PCS7 oraz Teleperm. WinCC zostało opracowane pod kątem pracy w środowisku Microsoft Windows. System wykorzystuje bazę danych Microsoft SQL Server do długoterminowej archiwizacji danych procesowych oraz pozwala na wykorzystanie aplikacyjnych interfejsów programistycznych VBScript i ANSI C.

## Krótka historia WinCC
Historycznie SIMATIC WinCC pochodzi z lat 90'. 
Poniżej kilka wersji wraz z rokiem publikacji przez Siemens:
- WinCC V3.0 -
- WinCC V4.0 - 1998
- WinCC V5.0 - 1999
- WinCC V5.1 - 2003
- WinCC V6.0 - 2003
- WinCC V6.2 - 2007
- WinCC V7.0 - 2008
- WinCC V7.0 SP3 - 2011
- WinCC V7.2 - 2013
- WinCC V7.3 - 2014
- WinCC V7.4 - 2016
- WinCC V7.4 SP1 - 2017
- WinCC V7.5 - 2018
- WinCC V7.5 SP1 - 2019
- WinCC V8 - zaplanowany na 2023

Przejście pomiędzy wersjami nie jest bardzo trudne. Trzeba wykonać kroki przekazane przez firmę Siemens i odbywa się w 2 etapach:
- od wersji V4 do WinCC V6.2
- oraz od V6.2 do wersji WinCC V7.[1]